# Mikekarácsonyfa
Mikekarácsonyfa je vas na Madžarskem, ki upravno spada pod podregijo Lenti Županije Zala.